# 태양 동기 궤도

태양동기궤도(녹색)의 궤도면의 방향을 1년 중 4곳의 지점에서 보이는 그림. 비교를 위하여 태양동기궤도가 아닌 궤도(자주색)도 표시되어 있다. 흰 글씨는 날짜이다. (일/월)

태양동기궤도(太陽同期軌道, 영어: Sun-synchronous orbit, SSO, heliosynchronous orbit)는 행성 주위를 공전하는 물체의 궤도 중 행성 위의 어떤 지점에 대해서도 물체가 그 지점 상공을 항상 같은 평균태양시에 통과하는 궤도이다. 그러면 이 궤도를 따라 공전하는 인공위성이 행성 위의 어떤 지점을 통과할 때 그 지점에서 관측한 태양의 고도가 항상 같으므로 태양동기궤도는 기상 관측, 군사 정찰 등에 유용하다. 태양동기궤도를 따라 공전하는 물체는 그 궤도면이 1년에 한 바퀴씩 세차운동하므로 태양과 항상 같은 관계에 있게 된다.

## 적용
태양동기궤도를 따라 공전하는 인공위성이 행성 위의 어떤 지점 상공을 통과할 때 그 지점에서의 태양 고도가 항상 같다. 이는 기상 위성 등 가시광선 또는 적외선 대역으로 지구를 관측하는 인공위성에 있어서 유용한 성질이다. 대기와 해양을 태양광이 필요한 장비로 관측할 때에도 이 성질이 이용될 수 있다. 예를 들어, 어떤 인공위성이 적도 상공을 통과할 때, 그 위성 아래의 지점에서의 평균태양시가 15시가 되도록 하되 적도 상공을 하루에 12번 통과하게 하는 태양동기궤도를 설계할 수 있다.

태양동기궤도를 황도면 위에서 바라본 그림. 비교를 위하여 각 지역의 평균태양시와 10:30의 descending node가 같이 표시되어 있다.

태양동기궤도의 특수한 사례로는 정오/자정 궤도와 dawn/dusk 궤도가 있다. 이들은 각각 이 궤도를 따라 공전하는 물체가 적도 상공을 통과할 때 물체 아래 지점의 평균태양시가 각각 정오 혹은 자정 즈음이거나 일출 혹은 일몰 즈음인 궤도이다. dawn/dusk 궤도를 따라 공전하는 인공위성은 낮과 밤의 경계를 따라 공전하게 된다. 이 경계를 따라 공전하는 인공위성은 그 태양 전지가 항상 태양을 바라볼 수 있으므로 이 궤도는 active radar satellites에 유용하다. 태양 활동에 크게 영향을 받을 수 있는 위성의 경우에도 적절한 태양 동기 궤도를 설정하여 그 위성이 항상 태양을 볼 일이 없게 할 수 있다.

## 궤도의 세차 운동
태양동기궤도는 그 궤도면이 천구에 대하여 하루에 약 1도씩 동쪽으로 세차운동하여 실현된다. 이 각속도는 지구의 태양에 대한 각속도와 같다. 이는 물체의 궤도 경사를 지구의 적도 돌출부에 의한 섭동이 물체의 궤도면을 원하는 각속도로 회전하도록 하게끔 조절하여 이루어진다. 궤도면은 우주에 대하여 고정되어 있지 않지만 지구의 자전축을 중심으로 서서히 회전한다.
지구 주위를 공전하는 일반적인 태양동기궤도는 지표면으로부터 600-800km 높이에 있고, 그 주기는 96-100분 정도이며, 궤도 경사는 약 98도이다. 이는 지구에 대하여 약간의 역행이다.
태양동기궤도는 화성과 같은 타원체 모양의 천체 주위를 회전하게도 구성할 수 있다. 금성과 같은 거의 완전한 구형의 천체 주위를 회전하는 태양동기궤도를 구현하려면 천체 주위를 도는 물체에 외력이 작용하여야 한다.

## 같이 보기
- 아날렘마
- 지구 동기 궤도
- 정지 궤도
- 극궤도
- 세계 지구 좌표 시스템